# トリトンの大気
トリトンの大気（トリトンのたいき）は、トリトンの上空800キロメートルまで広がっている。組成はタイタンの大気や地球の大気と同様に主に窒素である。地表での気圧はわずか14マイクロバールであり、地球の約7万分の1である。もともとトリトンは厚い大気を持つと考えられており、1989年に接近したボイジャー2号によって観測された。その後の観測で、温度が上昇していることが示されている。
| 気体 | 分圧 1986年, μbar | 分圧 2010年, μbar     |
| ---- | ----------------- | --------------------- |
| N2   | 14 ± 1            | 19+1.8 −1.5 or 39 ± 4 |
| CH4  | 1.6-2.4 × 10-3    | 0.98 ± 0.37 × 10-2    |
| CO   | ?                 | 2.4 × 10-2            |

## 組成
トリトンの大気の主成分は窒素である。その他にメタンと一酸化炭素の存在が知られているが、その量は窒素の数百分の1%程度である。2010年に地上からの観測で発見された一酸化炭素はメタンよりも若干量が多い。窒素に対するメタンの量は、2001年に至点に達したことによるトリトンの温暖化のため、1986年と比べて4倍から5倍に増加している。
その他、トリトンの大気にはアルゴンとネオンが存在する可能性も示されているが、1989年のボイジャー2号による紫外線スペクトル観測では検出されなかったため、その存在量は数%を超えないと考えられている。上述の気体の他に、大気上層には、メタンの光分解で生成したかなりの量の水素原子、水素分子も含まれる。この水素はすぐに宇宙空間に逃げ、海王星の磁場中のプラズマの源となる。
同様の組成を持つ太陽系の惑星及び衛星には、地球、タイタン、冥王星、そして恐らくはエリスがある。

## 構造
トリトンの大気は構造化されている。大気は、外気圏との境界が存在する地表から800 kmまで広がっており、1989年時点で地表の気圧は約14マイクロバールであった。これは、地球の地表大気圧の約7万分の1に過ぎない。トリトンの固体窒素は六方最密充填結晶の状態を取っているため、地表気温は少なくとも、立方格子構造への転移温度である35.6 K以上である。また、トリトンの大気における窒素の蒸気圧平衡から、温度の上限は40 K代前半である。最も可能性の高い温度は、1989年時点で38 ± 1 Kである。1990年代になると、後述のトリトンの温暖化により、気温は約1 K上昇した。
太陽によって加熱されたトリトンの地表付近での対流によって、高度約8kmまでは対流圏が形成されている。対流圏では、気温は高度とともに低下し、対流圏界面で最低の約36Kに達する。トリトンの大気では、対流圏と熱圏からの熱が放射冷却と釣り合う層である成層圏は存在しない。対流圏の上には熱圏（8から850km）と外気圏（850km以上）がある。熱圏では、気温は高度とともに上昇し、300kmで一定の約95Kに達する。上層大気は、トリトンの弱い重力のため、常に宇宙空間に漏れている。その速さは、1秒当たり、約0.3kgに相当する約1×1025個の窒素分子である。

## 天気

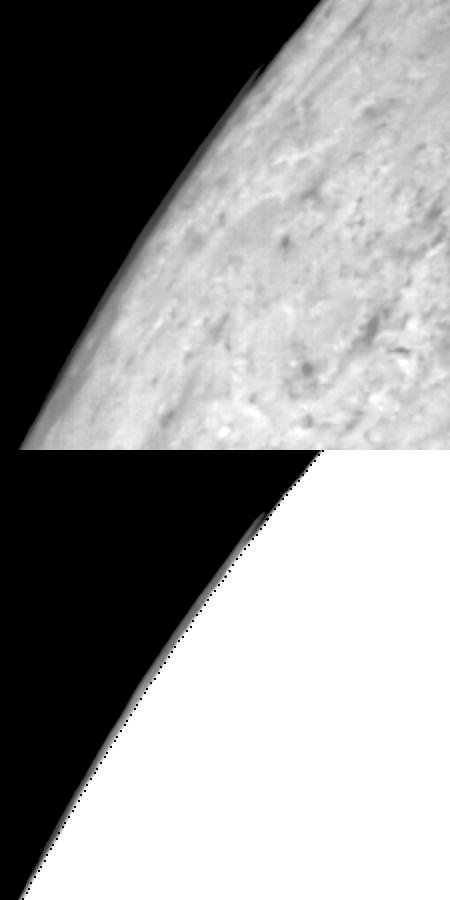
ボイジャー2号が観測したトリトンの縁にかかる雲

固体窒素の粒子は、地表から数km上空の対流圏内で雲を形成する。その上では、地表から約30kmの高度までもやが広がっている。これらは、太陽や恒星からの紫外線がメタンに作用して生成される炭化水素やニトリルであると考えられている。
1989年、ボイジャー2号は、地表付近で東方向または北東方向に約5から15m/sの速度で吹く風を発見した。その方向は、南極冠上空で南西から北東に広がる暗い筋の観測によって決定された。1989年は南半球が夏だったことから、この風は、南極冠からの固体窒素の昇華に関連していると考えられている。気体窒素は北方に動き、コリオリ力で東方に進路が曲がり、地表付近では高気圧となる。対流圏の風はマイクロメートルの大きさの物体を巻き上げることが可能で、筋を形成する。
大気中を約8km上昇し対流圏界面に達すると、風の方向が変化する。極と赤道の温度差に従って、現在は西向きに吹いている。この高層の風はトリトンの大気を歪ませ、非対称にしている。この非対称性は、1990年代に起こったトリトンによる太陽の掩蔽の際に実際に観測されている。

## 観測と探索

### ボイジャー2号以前
ボイジャー2号の到着以前には、地球の30%の密度を持つ窒素とメタンの大気が提示されていた。これは、火星の大気と同様にかなりの過大評価であった。しかし、火星の大気と同様に、初期には密度の大きい大気を持っていたと考えられている。

### ボイジャー2号
ボイジャー2号は、1989年に海王星に最接近した後、5時間にわたりトリトンの上空を飛行した。この間、ボイジャー2号は大気を測定し、メタンと窒素を発見した。

### その後の観測
1990年代、地球の天文台から、トリトンの縁による恒星の掩蔽の観測が行われた。これらの観測により、ボイジャー2号のデータから推測されるよりも濃い大気の存在が示された。1990年代後半には、地表での気圧は少なくとも19マイクロバール、もしかすると40マイクロバールになると考えられた。別の観測では、1989年から1998年にかけて気温が5%上昇していることが示された。トリトンの大気を研究した科学者の1人であるジェームズ・L・エリオットは次のように述べた。
少なくとも1989年以来、トリトンは温暖化の時期に入っている。割合では、これは非常に大きな上昇である。
これらの観測結果は、トリトンが、数百年に一度至点付近で経験する暑い夏の季節に入っていることを示している。また、トリトンの地表の霜が昇華し、氷のアルベドが低下するため、より多くの熱が吸収されるようになる。別の理論では、温度の変化は、地質過程で暗く赤い物質が堆積した結果であるとする。トリトンのボンドアルベドは太陽系で最も大きく、アルベドの小さな変化に敏感に反応する。

#### Triton Watch
Triton Watchプログラムでは、天文学者がトリトンの大気の変化を観測している。アメリカ航空宇宙局の基金によって創設された。